# Pedaliodes illimania
Pedaliodes illimania är en fjärilsart som beskrevs av Otto Staudinger 1897. Pedaliodes illimania ingår i släktet Pedaliodes och familjen praktfjärilar. Inga underarter finns listade i Catalogue of Life.